# Châu Đốc (thành phố)
Châu Đốc là một thành phố cũ trực thuộc tỉnh An Giang, Việt Nam.

### Nguồn gốc tên gọi

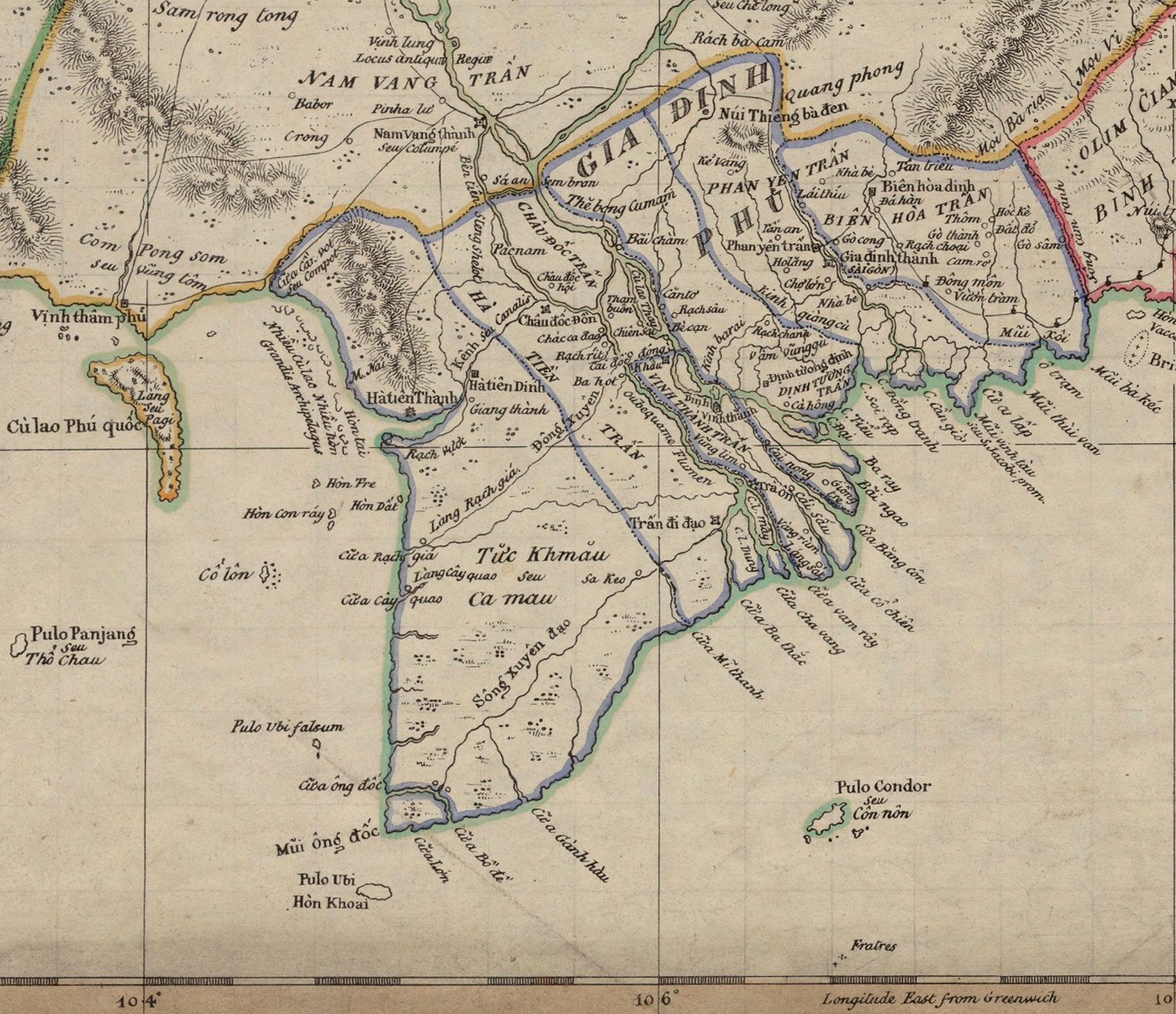
Châu Đốc và trấn Châu Đốc trong bản đồ Nam Kỳ vẽ năm 1838, trích từ An Nam Đại Quốc Họa Đồ của Taberd.

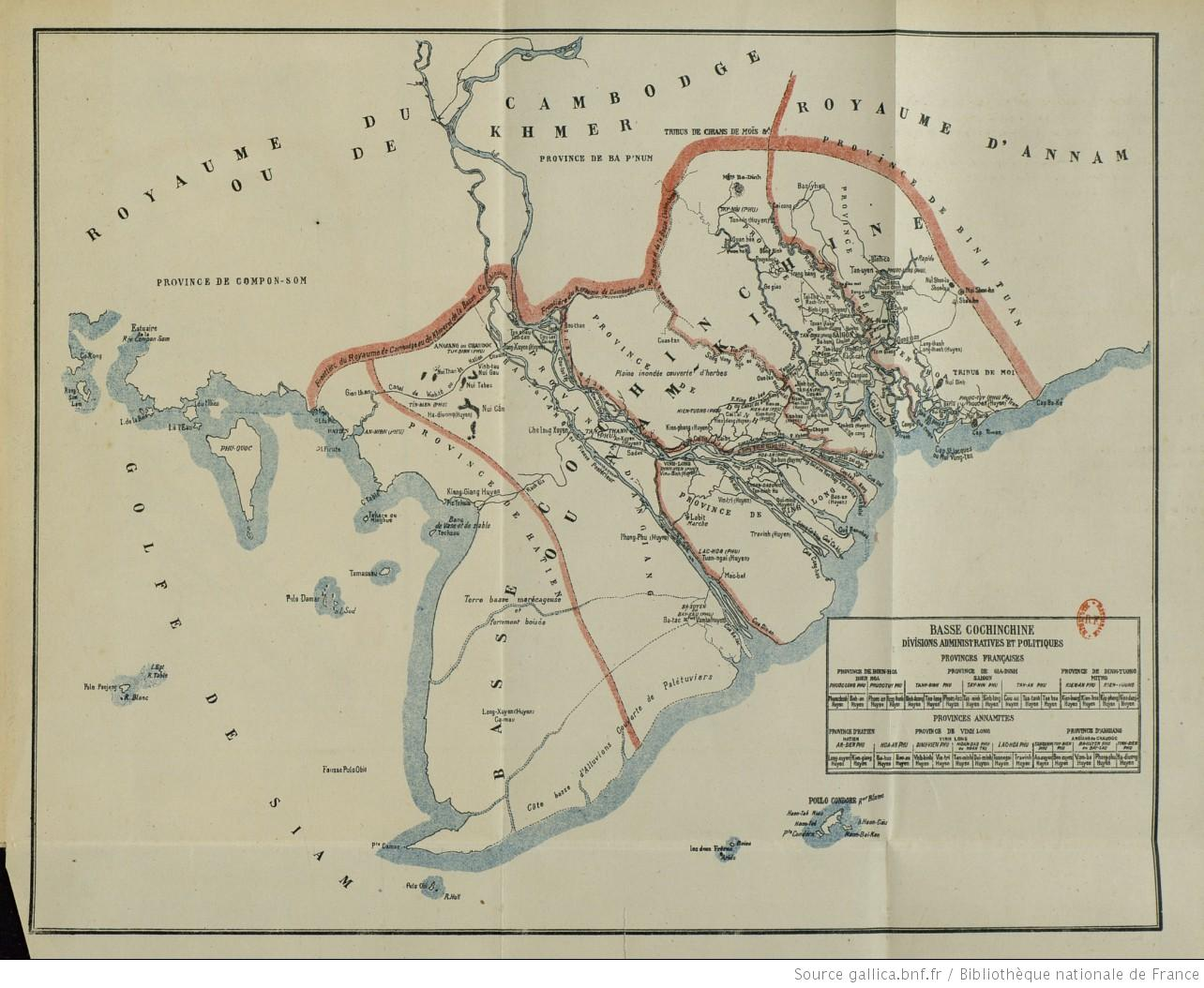
Thành Châu Đốc trong bản đồ Nam Kỳ Lục Tỉnh (Basse Cochinchine).

### Thời Việt Nam Cộng hòa

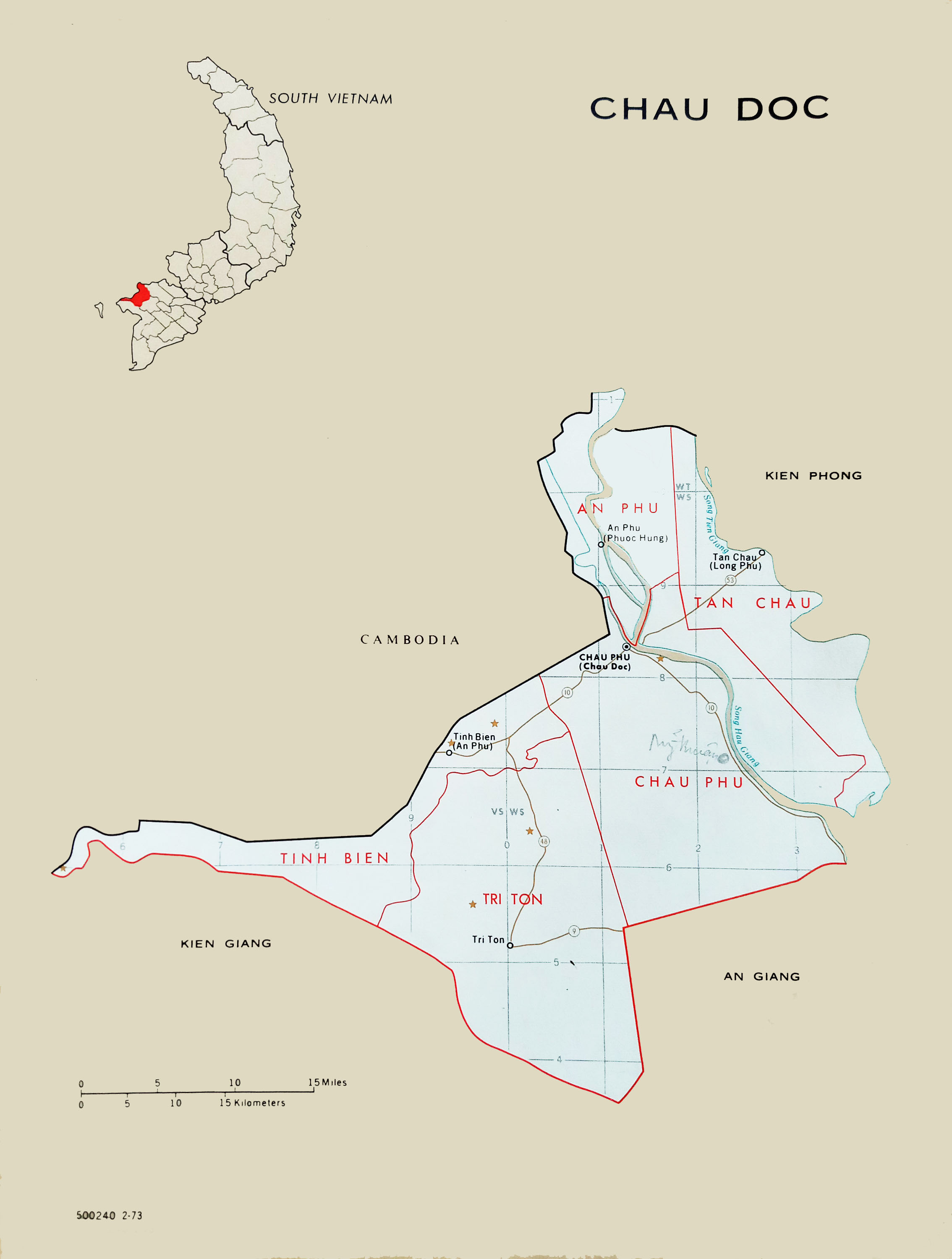
Bản đồ tỉnh Châu Đốc năm 1973

### Sau năm 1975

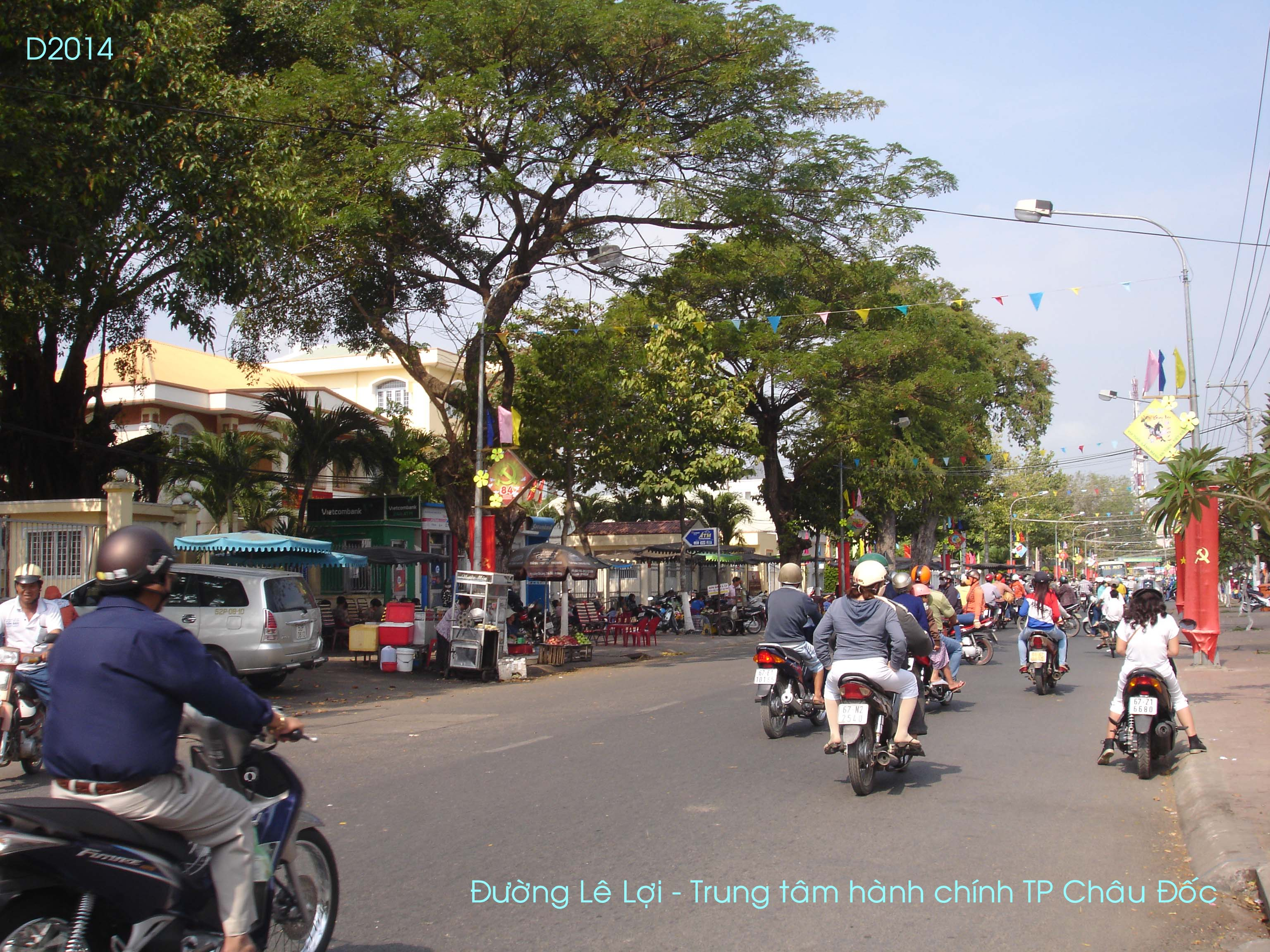
Thành phố Châu Đốc ngày nay.

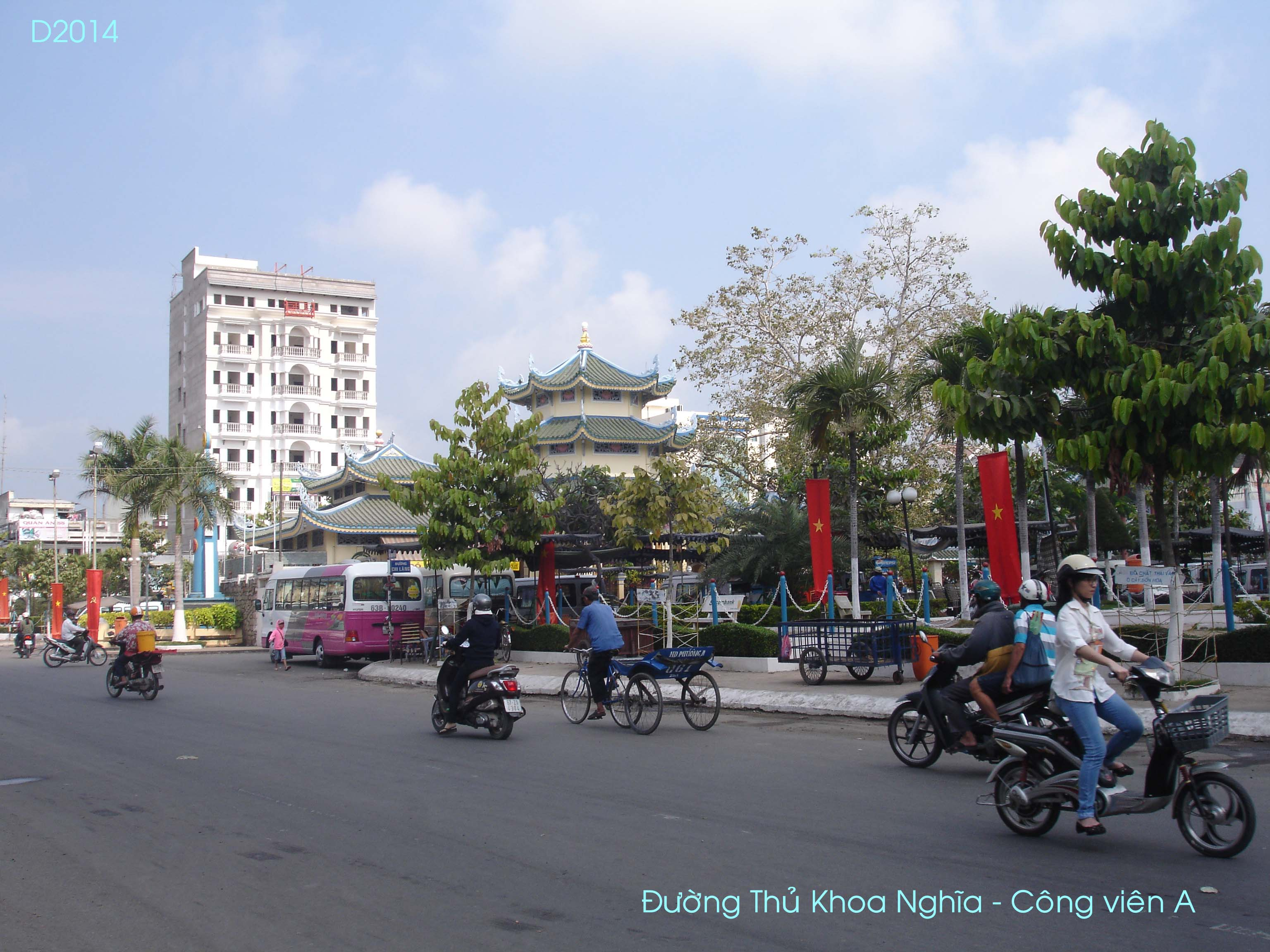
Một con đường có từ lâu đời ở Châu Đốc.

### Dân cư, tôn giáo

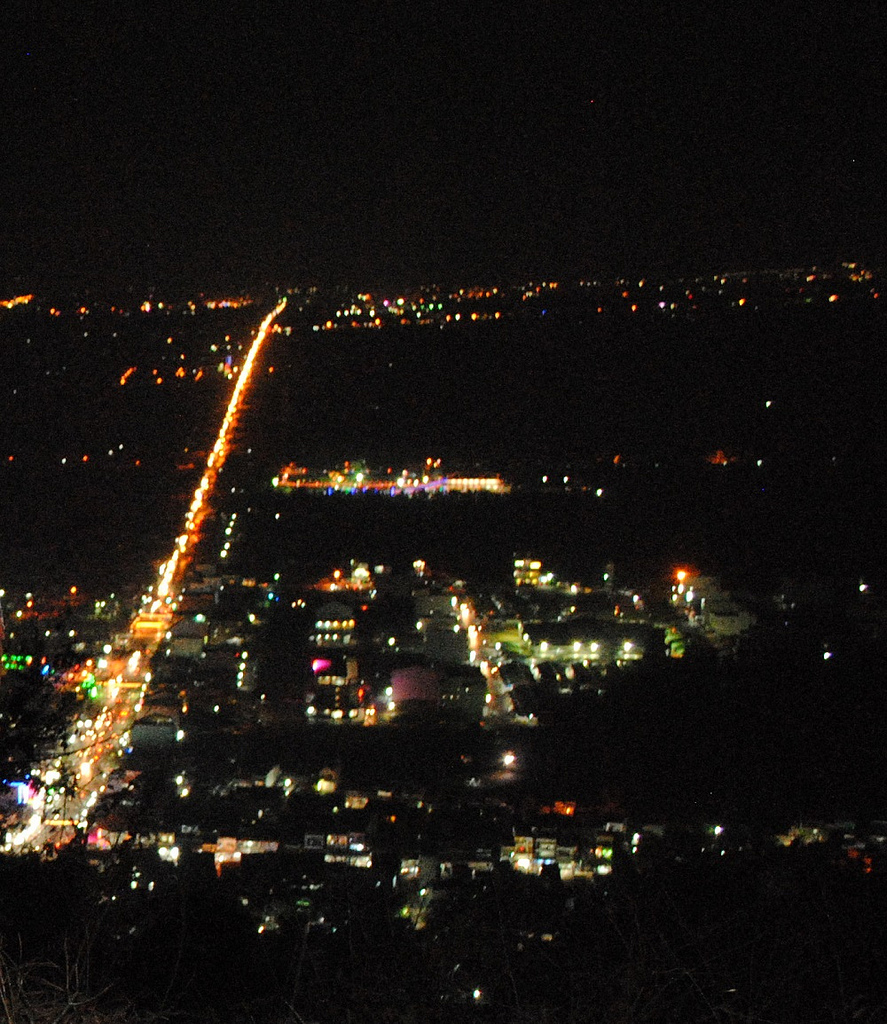
Toàn cảnh thành phố Châu Đốc về đêm

## Hành chính

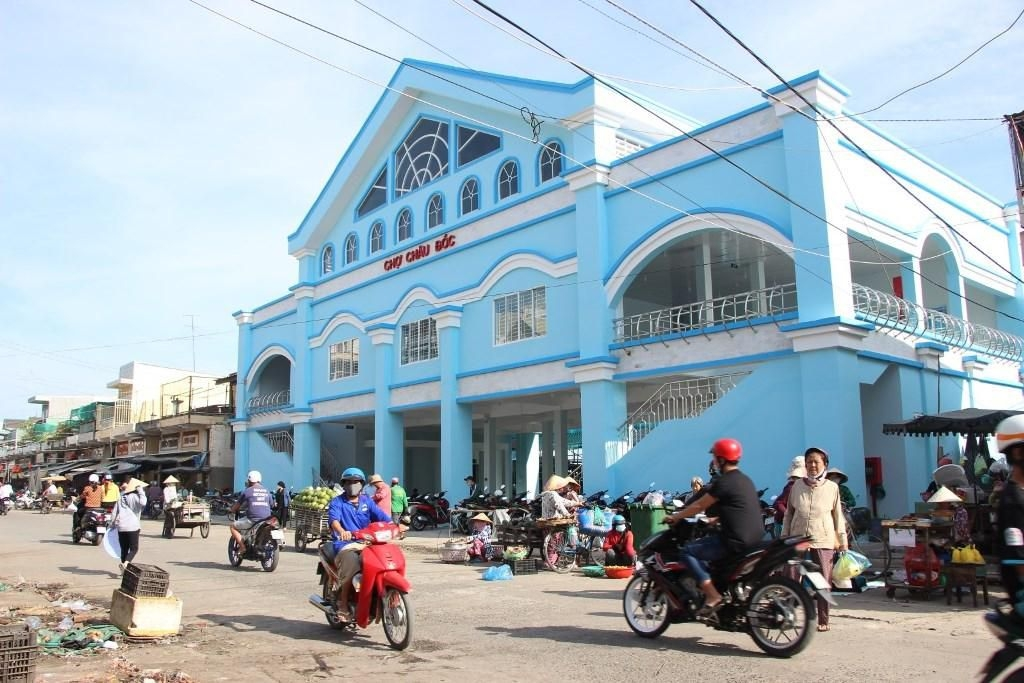
Chợ Châu Đốc (mới) ở phường Châu Phú A

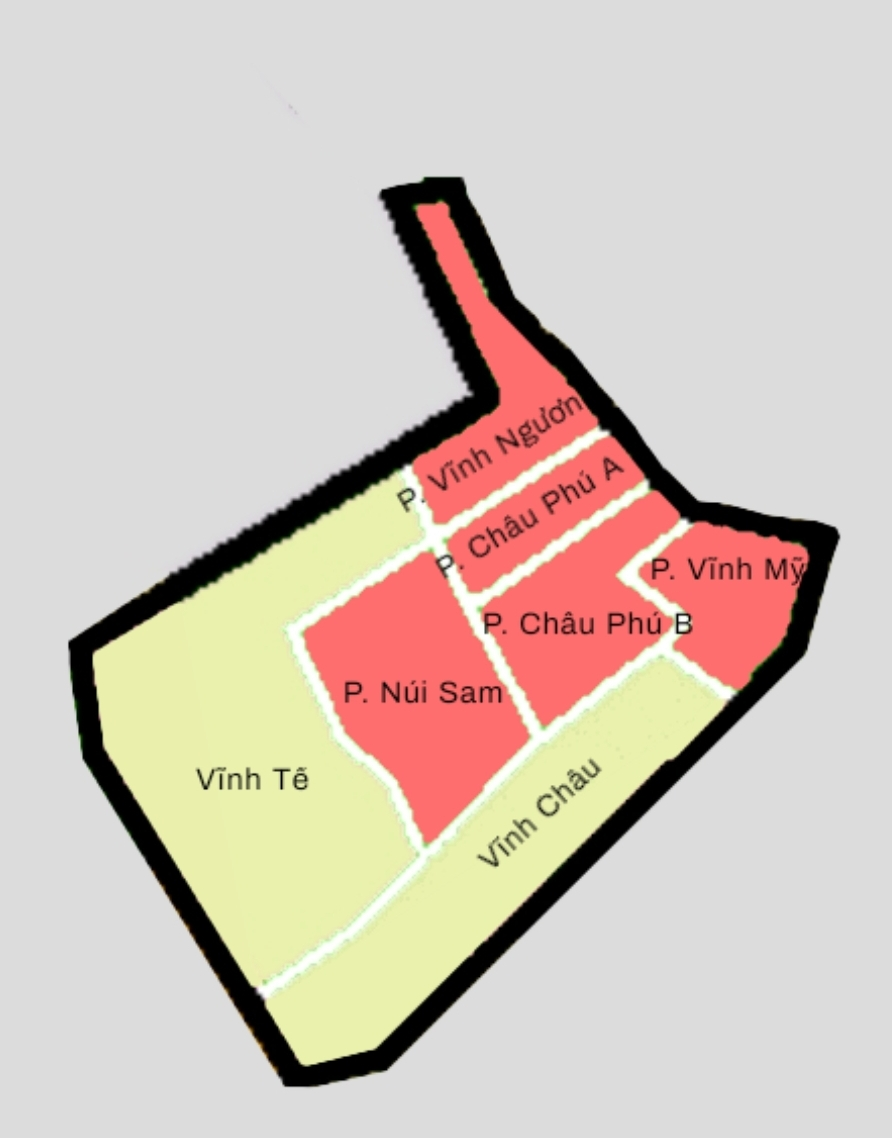

### Kinh tế

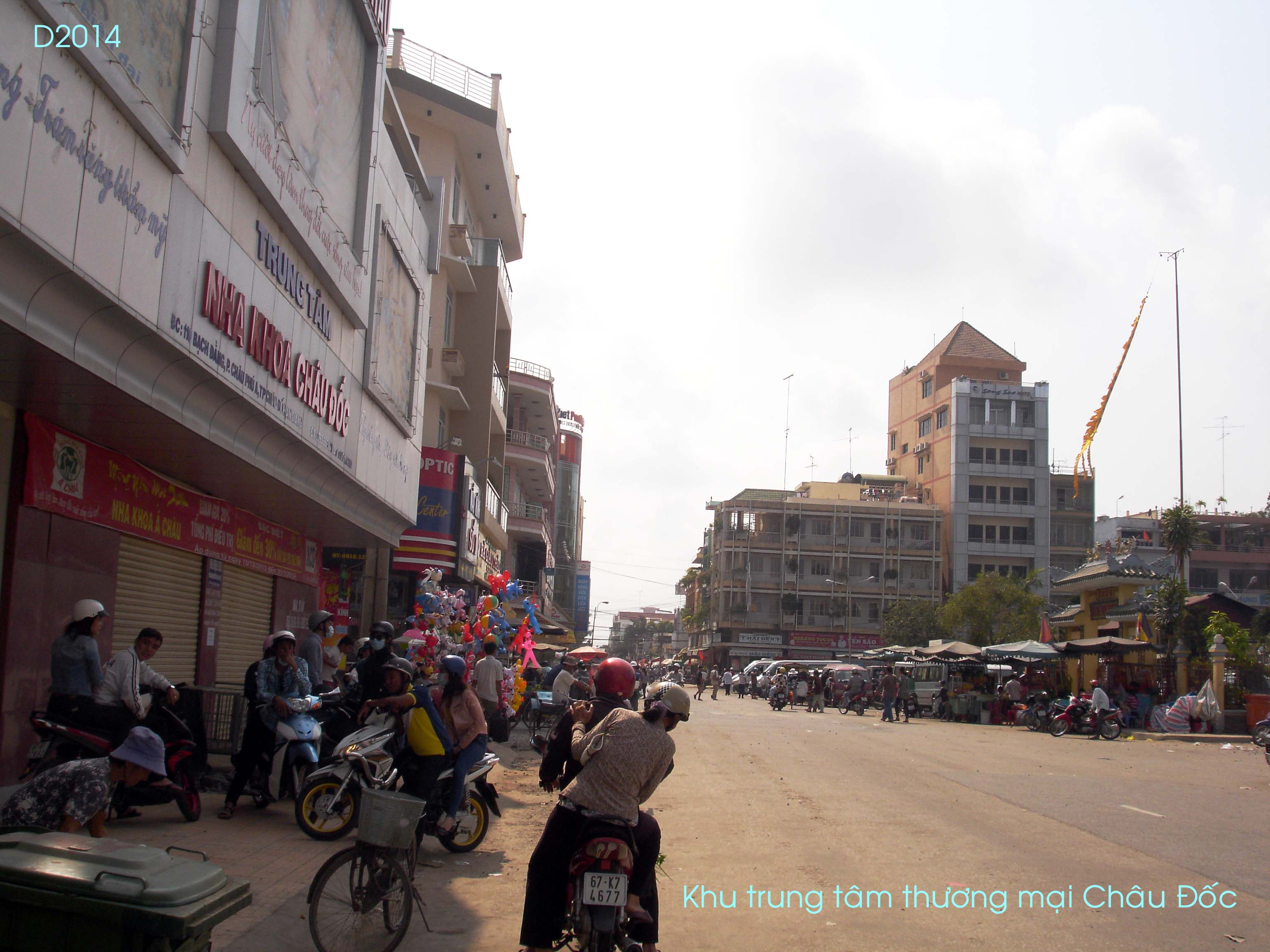
Tuyến đường Phan Văn Vàng, thành phố Châu Đốc

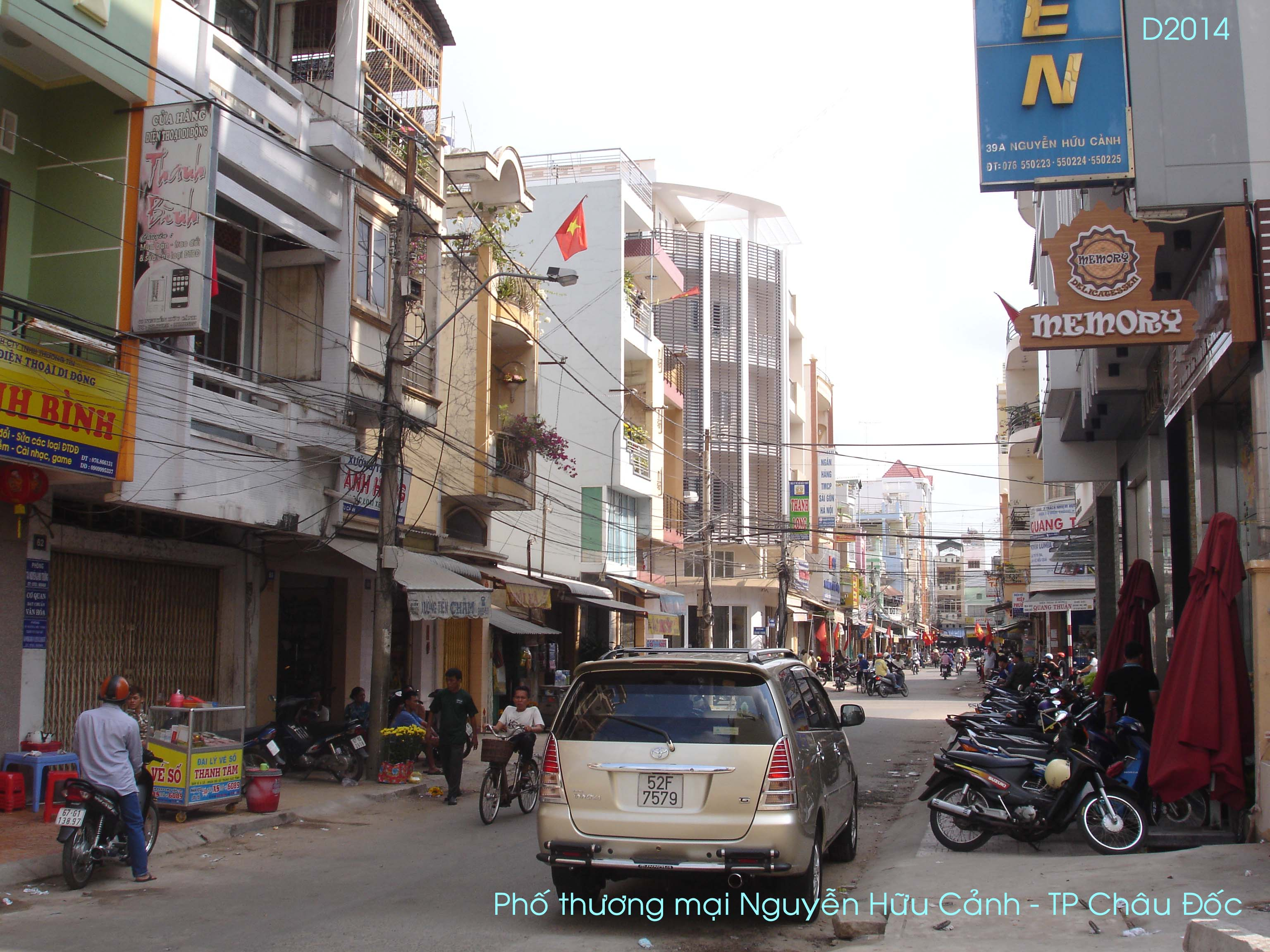
Đường phố ở thành phố Châu Đốc

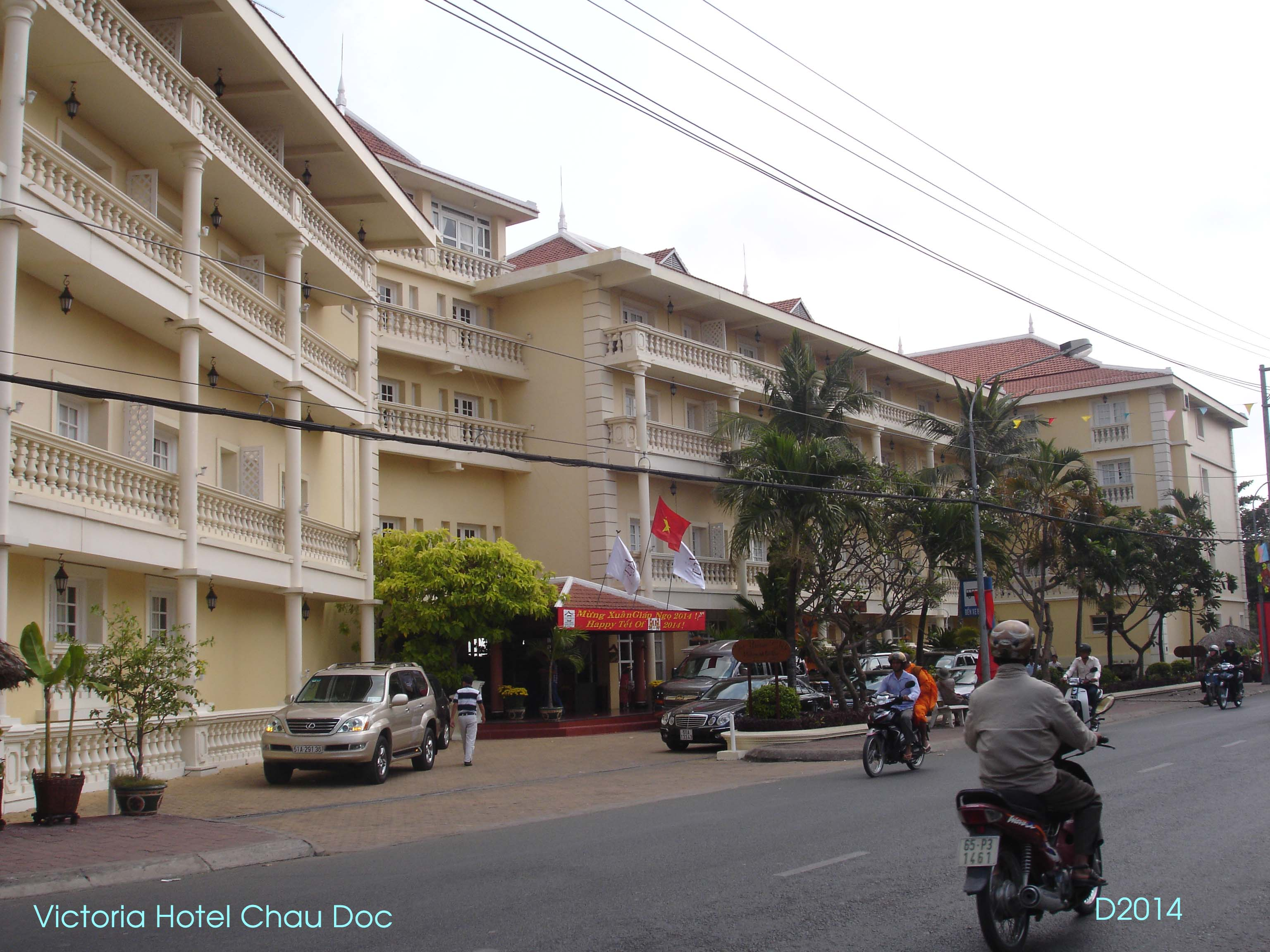
Khách sạn Victoria Châu Đốc

### Các dự án phát triển kinh tế - xã hội ở Châu Đốc

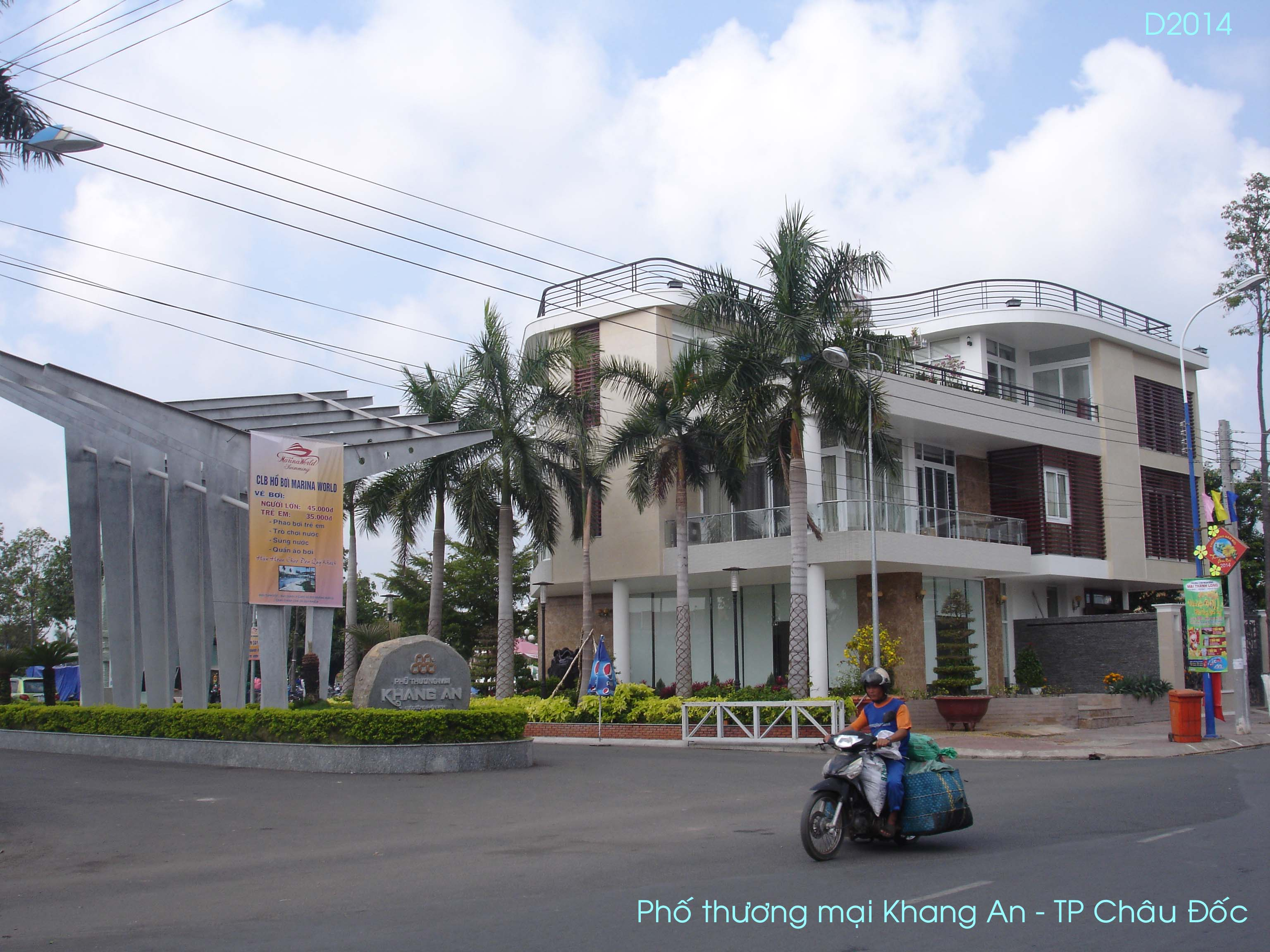
Phố thương mại mới tại Châu Đốc

### Giáo dục

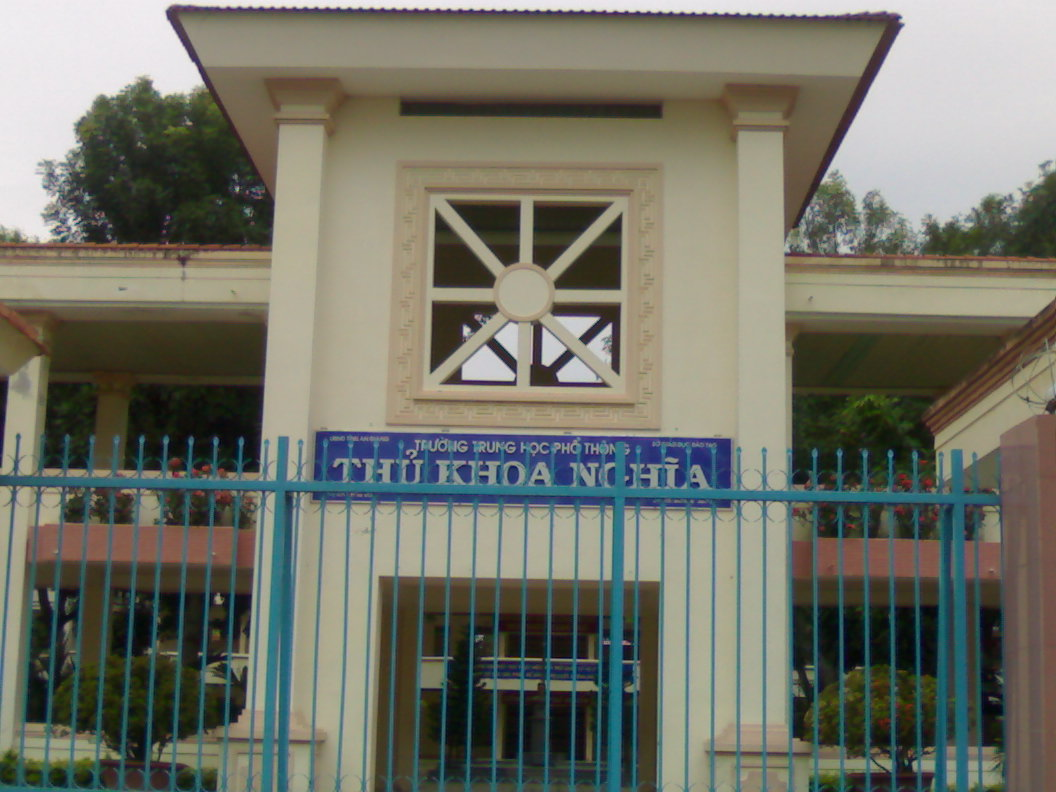
Trường THPT Chuyên Thủ Khoa Nghĩa

### Y tế

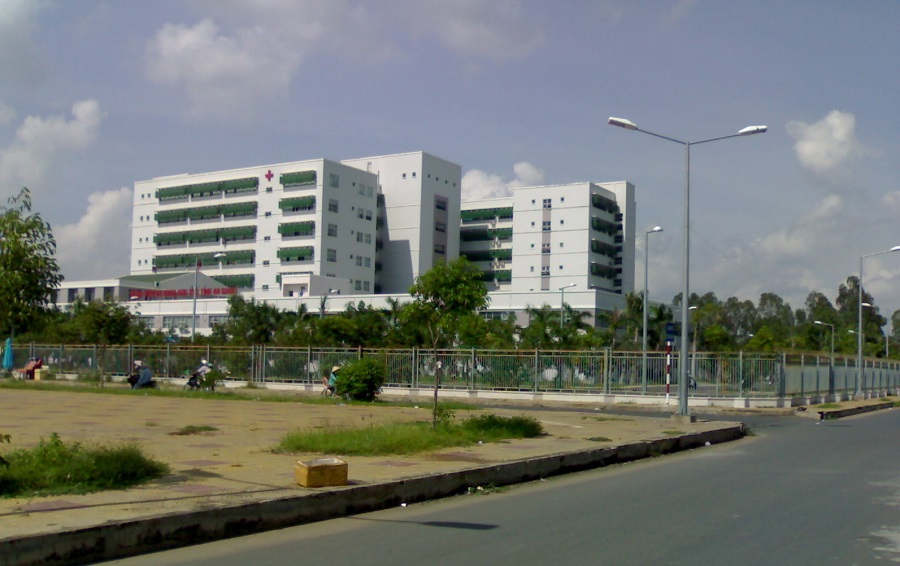
Bệnh viện đa khoa khu vực tỉnh An Giang tại TP. Châu Đốc

### Tên đường của Châu Đốc trước năm 1975

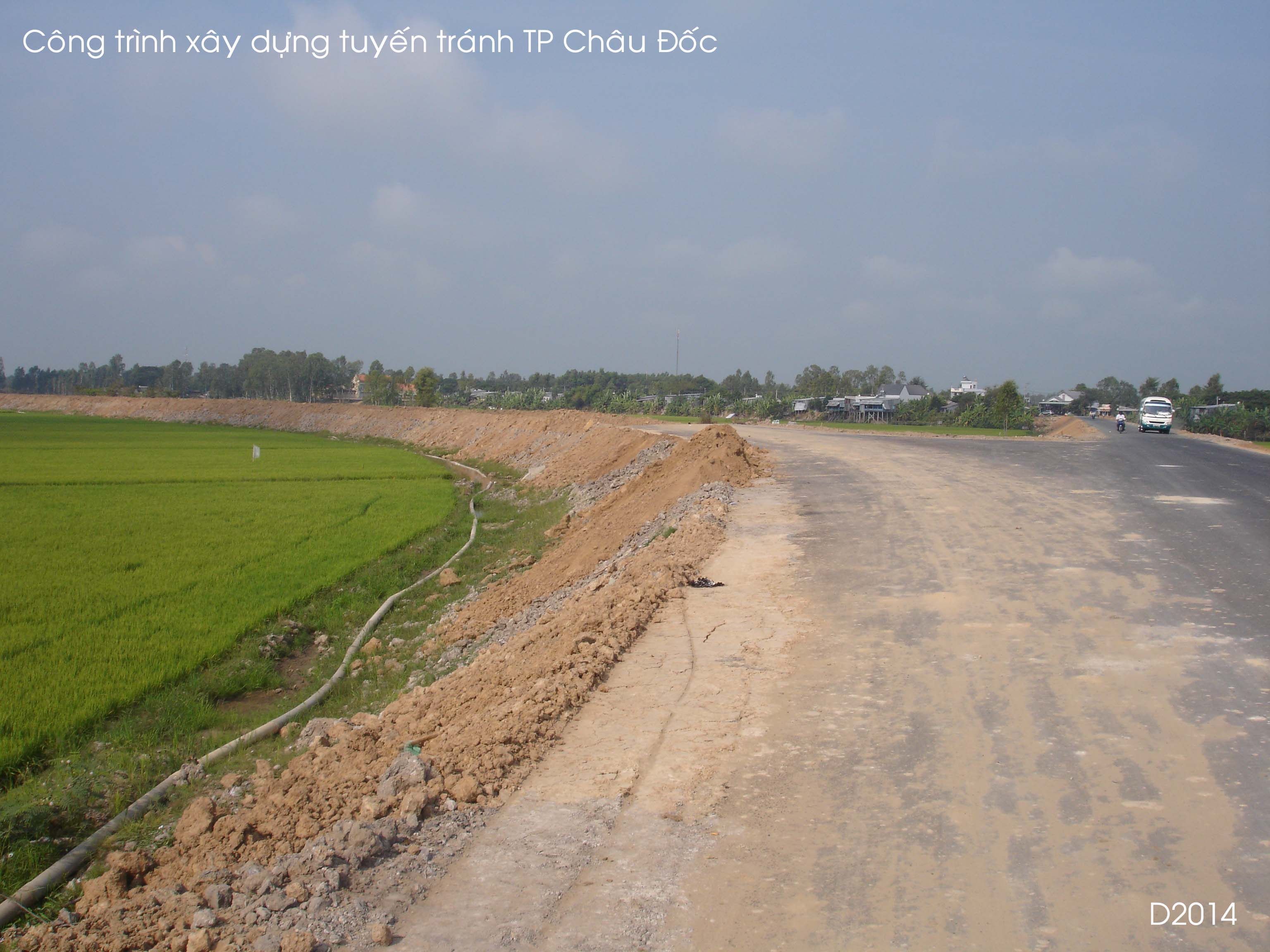
Tuyến tránh Châu Đốc

## Di tích lịch sử - Văn hóa

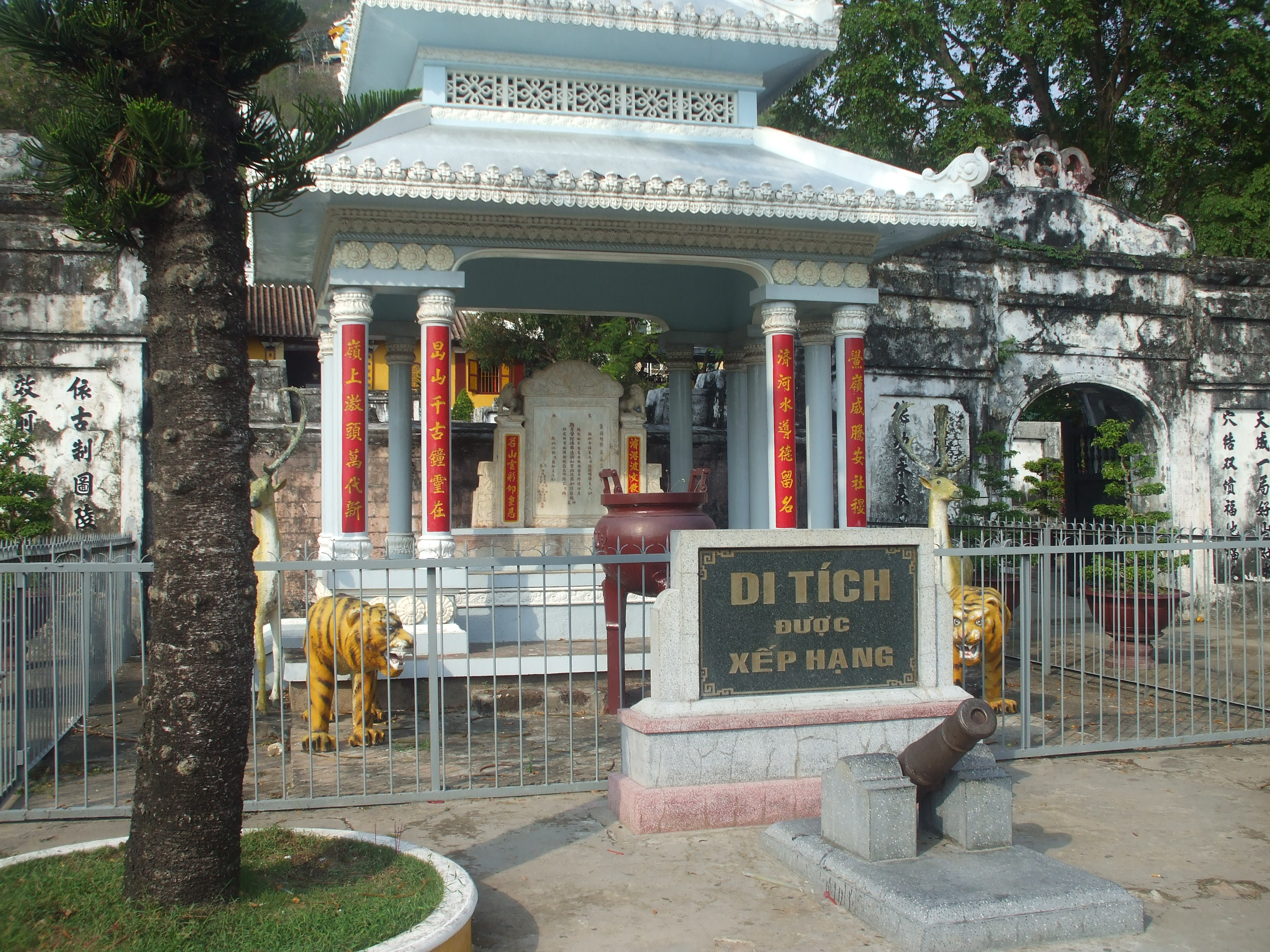
Lăng Thoại Ngọc Hầu

## Hình ảnh

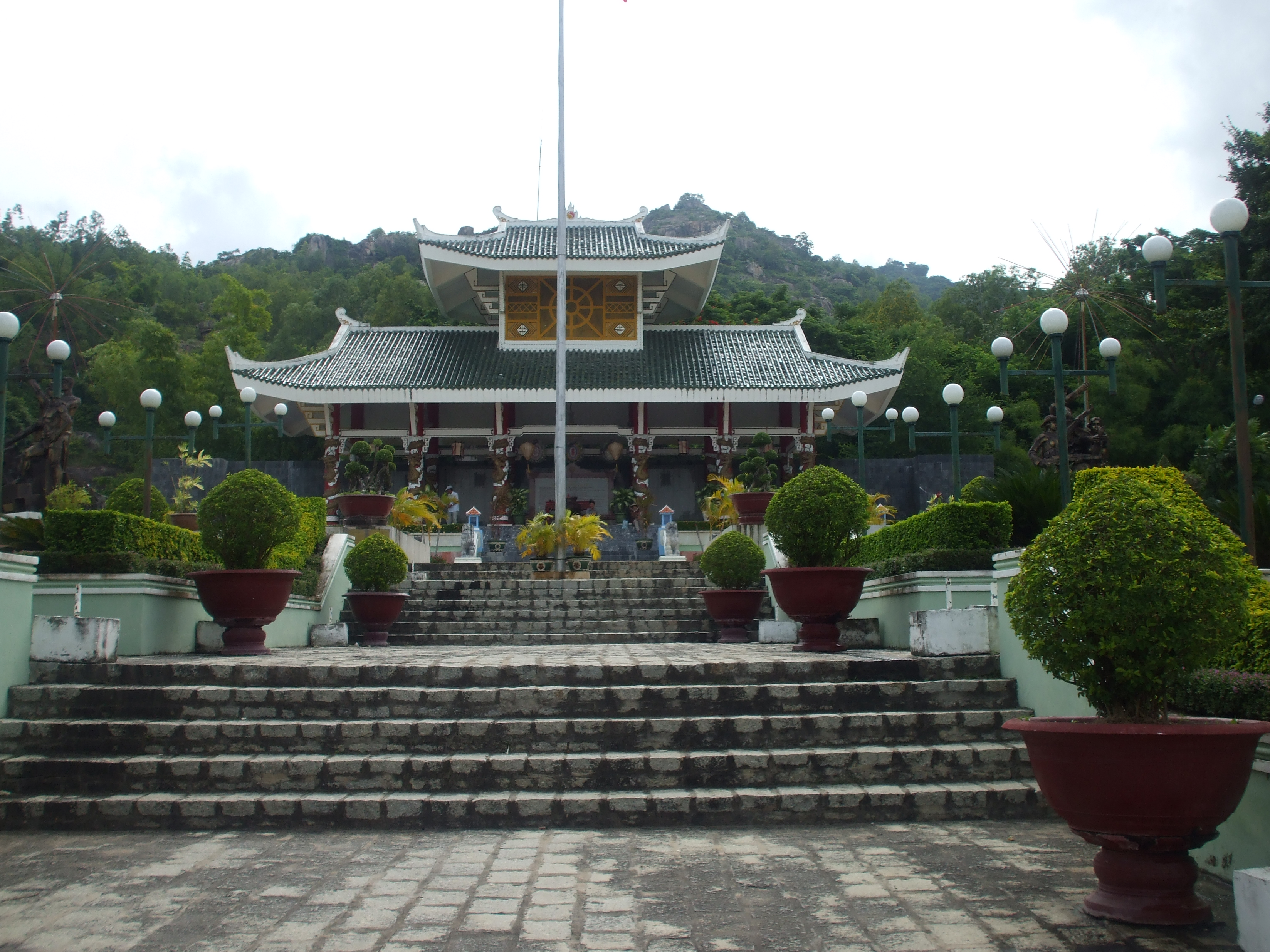
Nhà bia liệt sĩ, Núi Sam
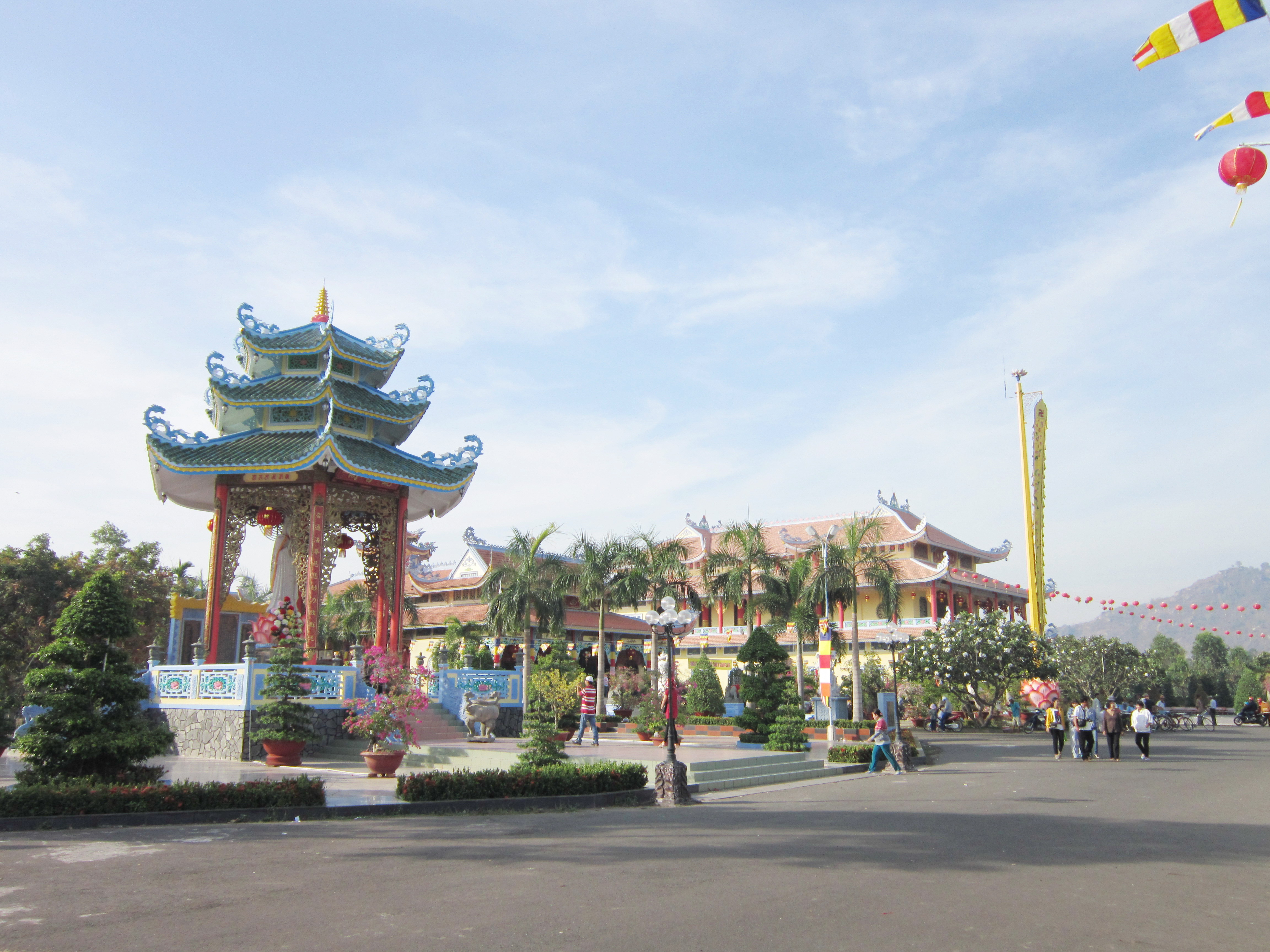
Chùa Huỳnh Đạo
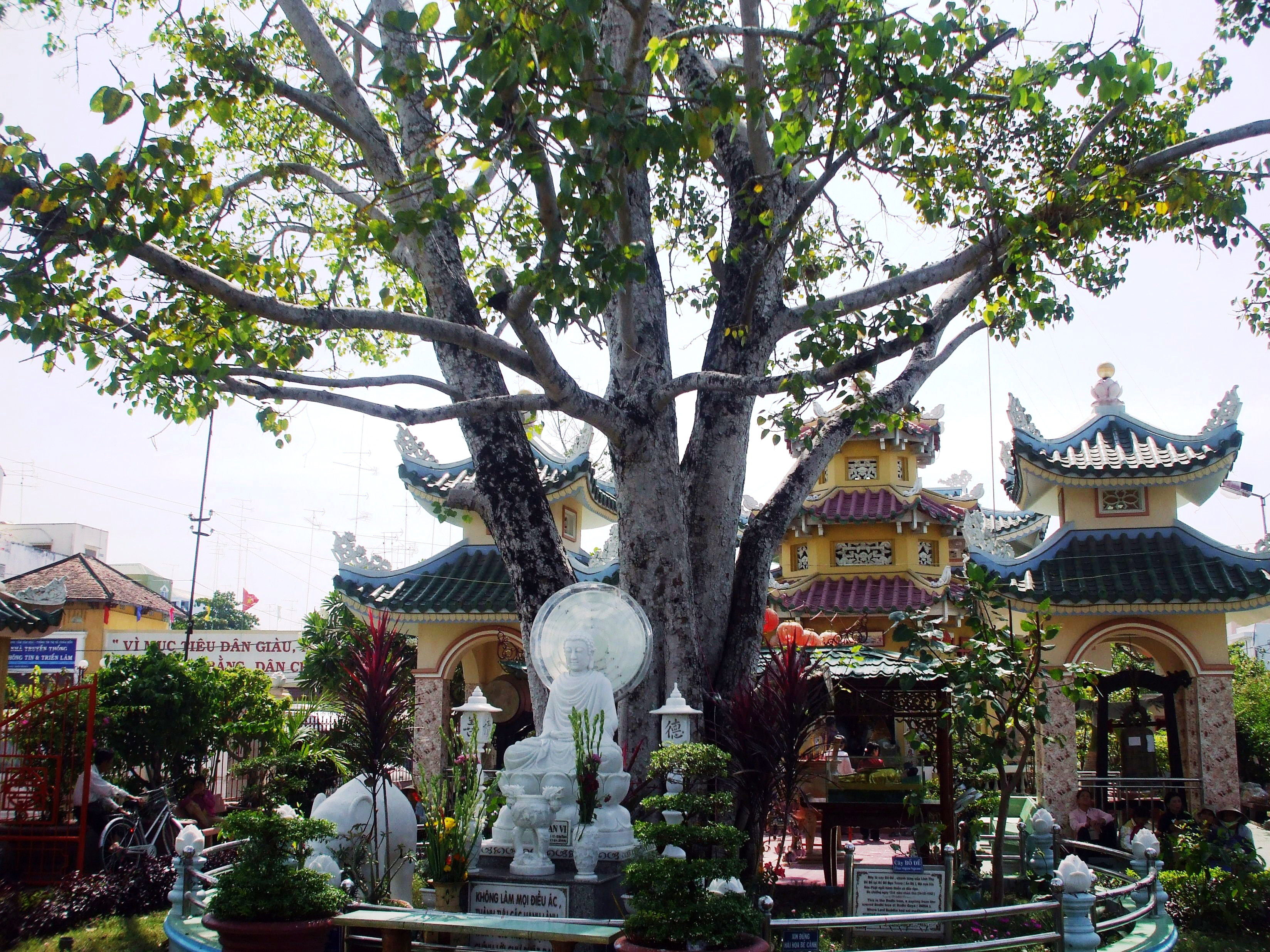
Tượng Phật Thích-ca Mâu-ni trong Bồ Đề Đạo Tràng (Châu Đốc)
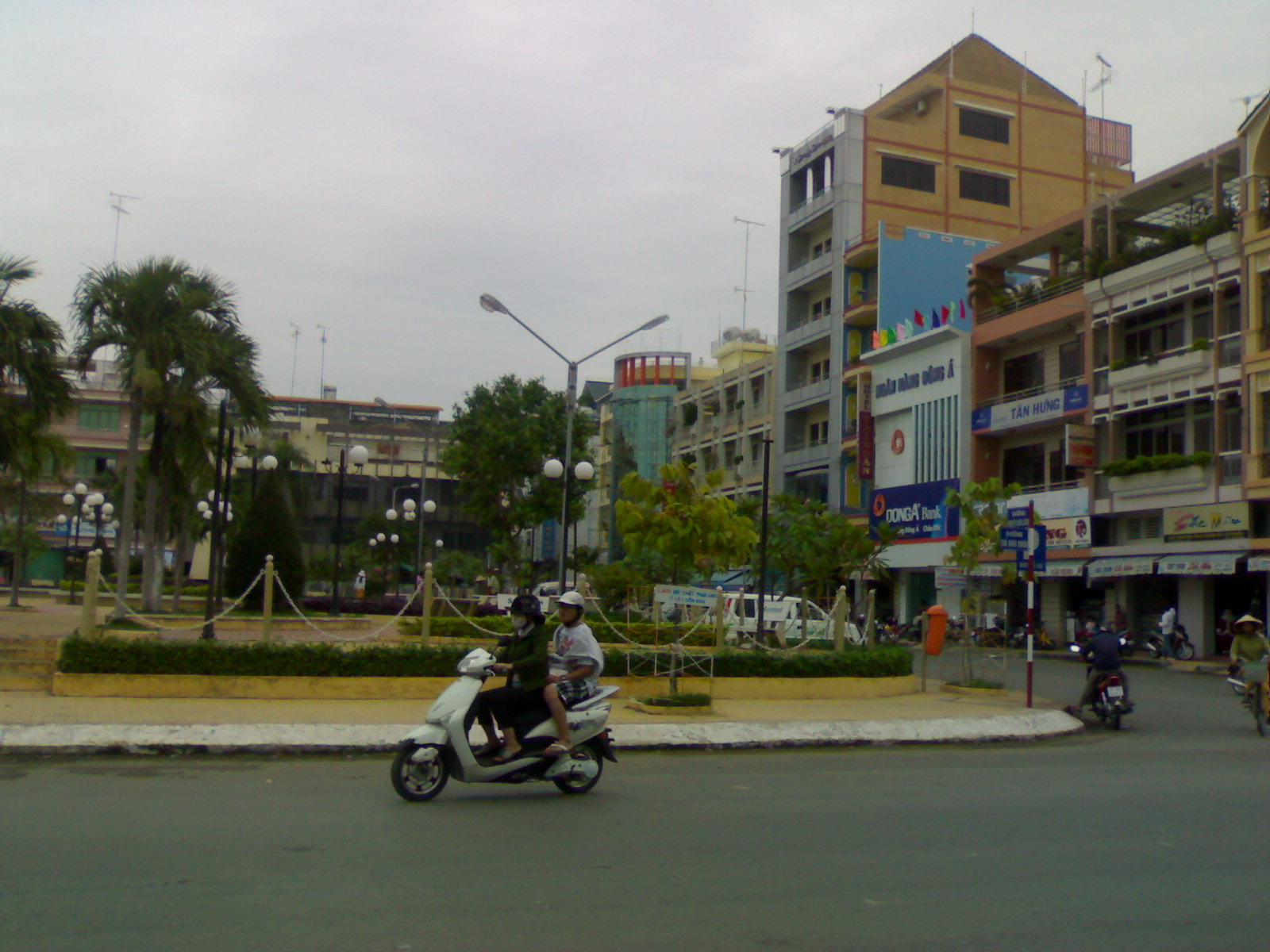
Hoa viên Bạch Đằng 2010
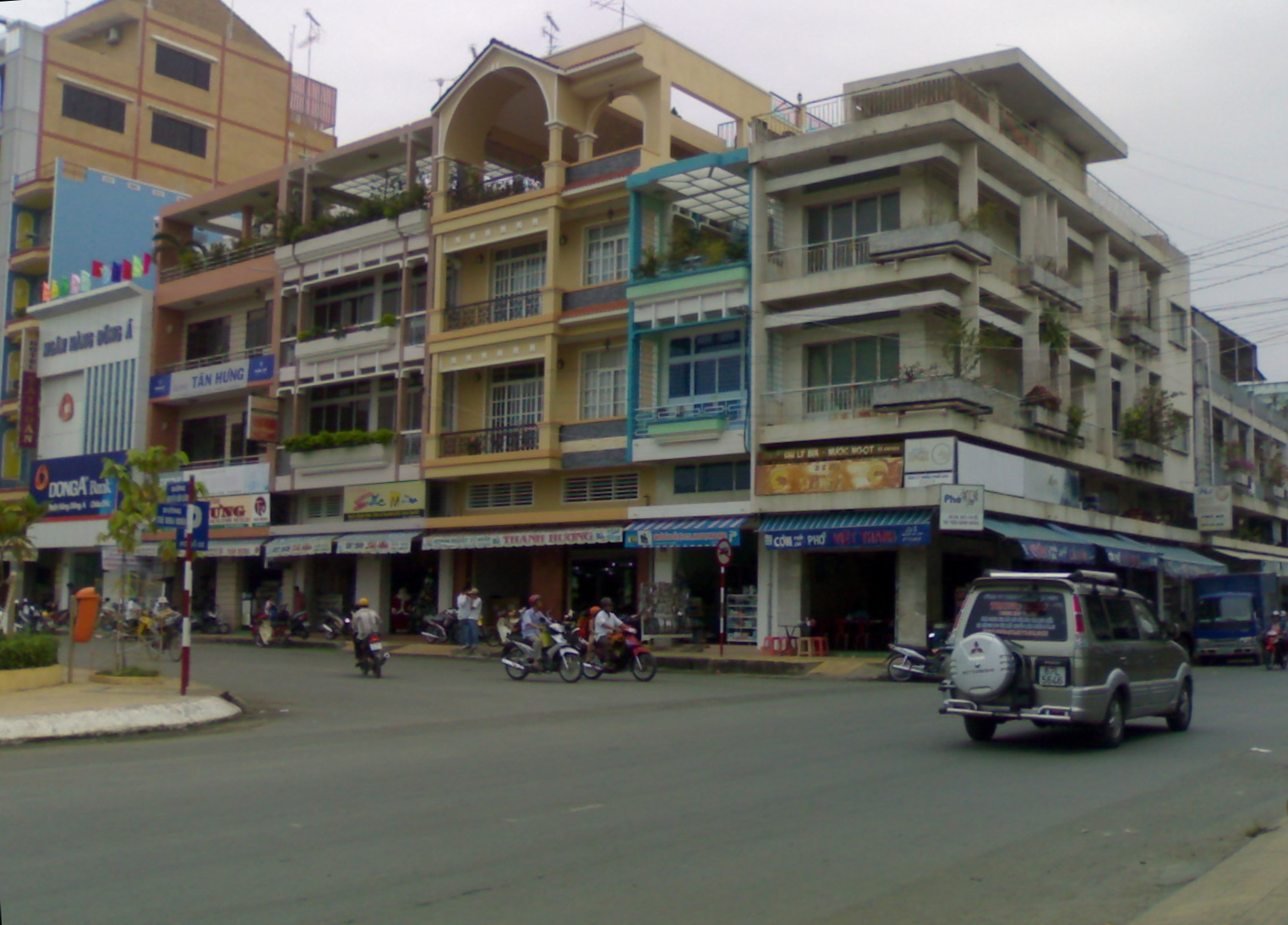
Giao lộ Thủ Khoa Nghĩa- Nguyễn Hữu Cảnh 2010
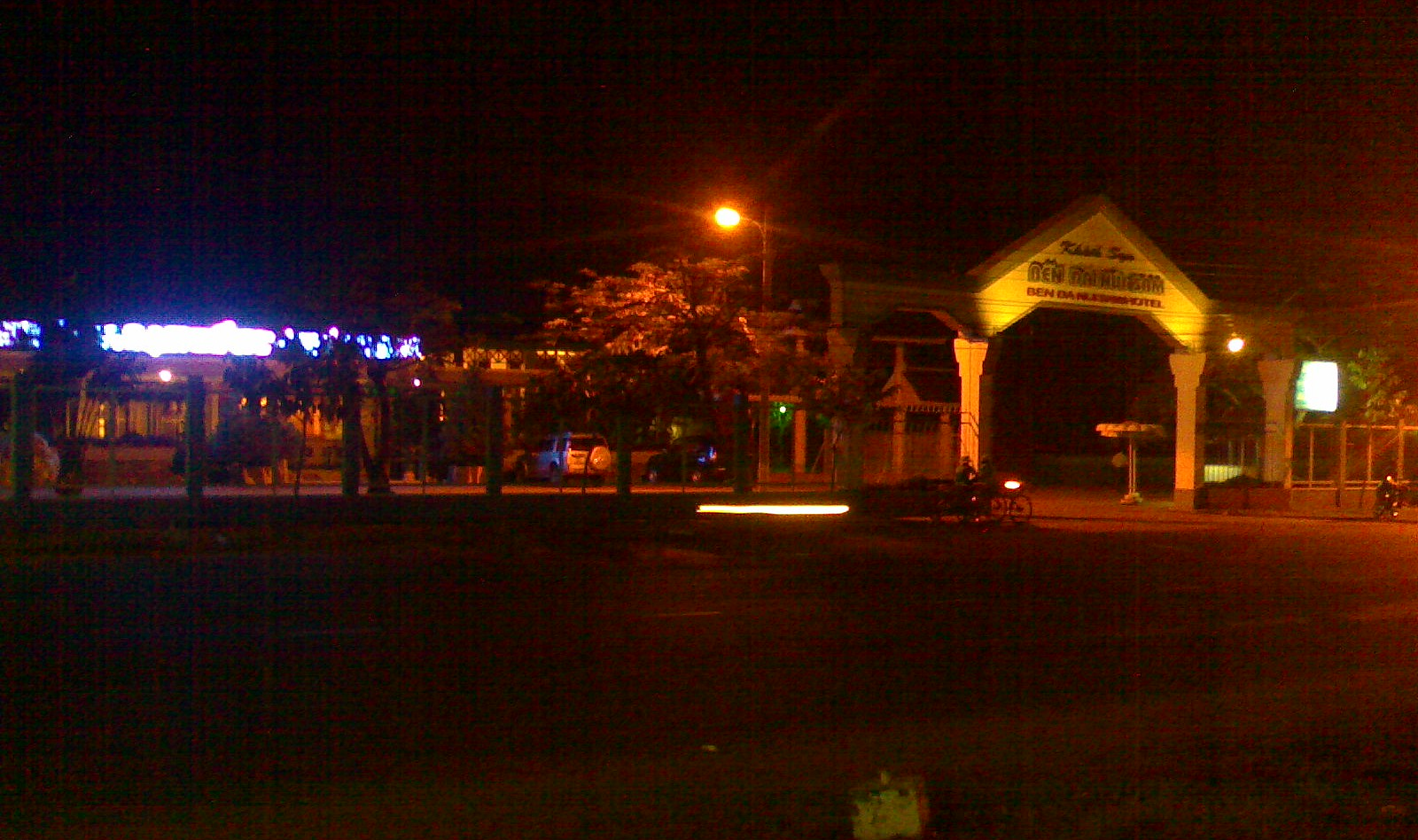
Khách sạn Bến Đá 2010
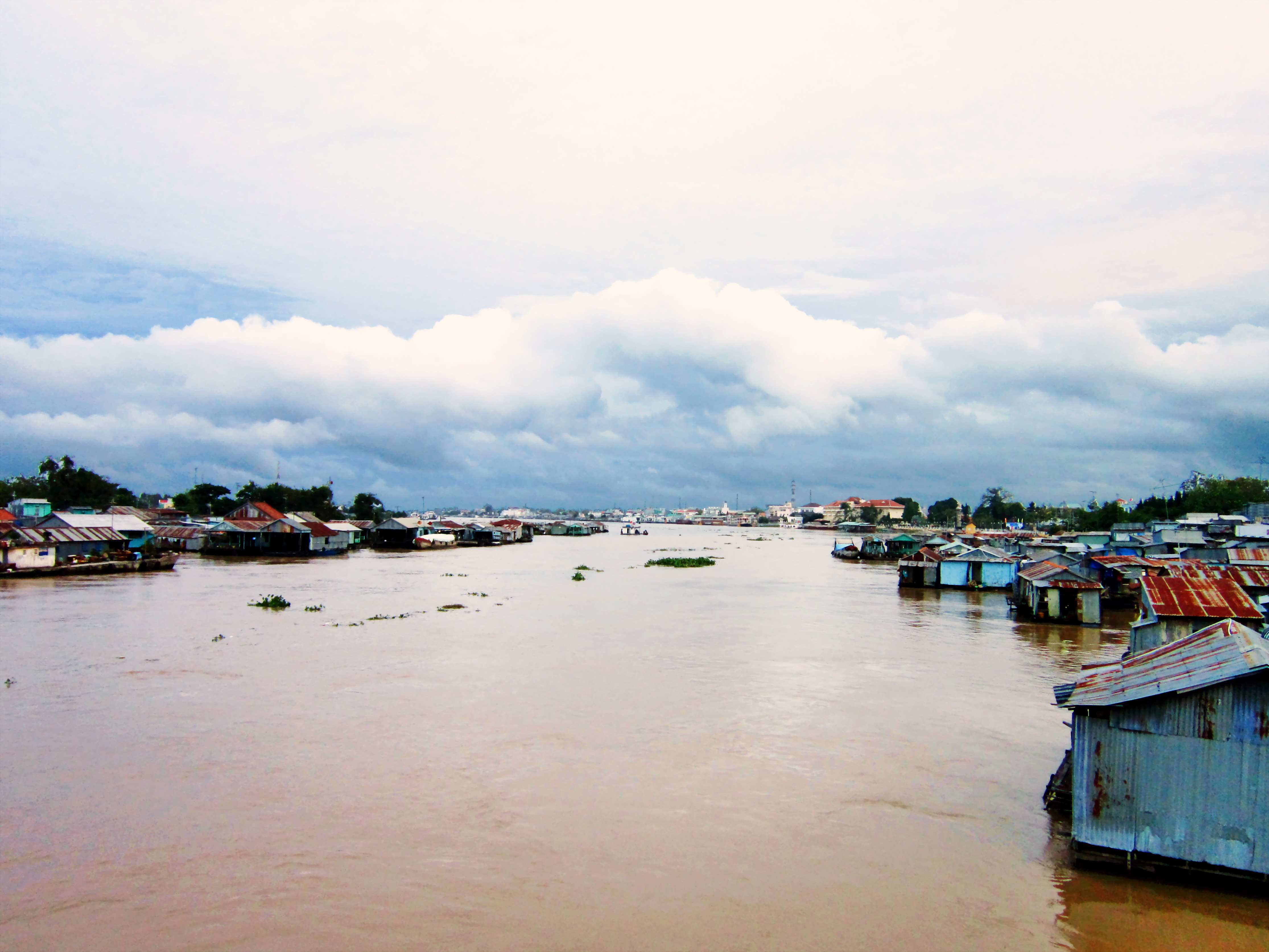
Làng bè Châu Đốc năm 2013
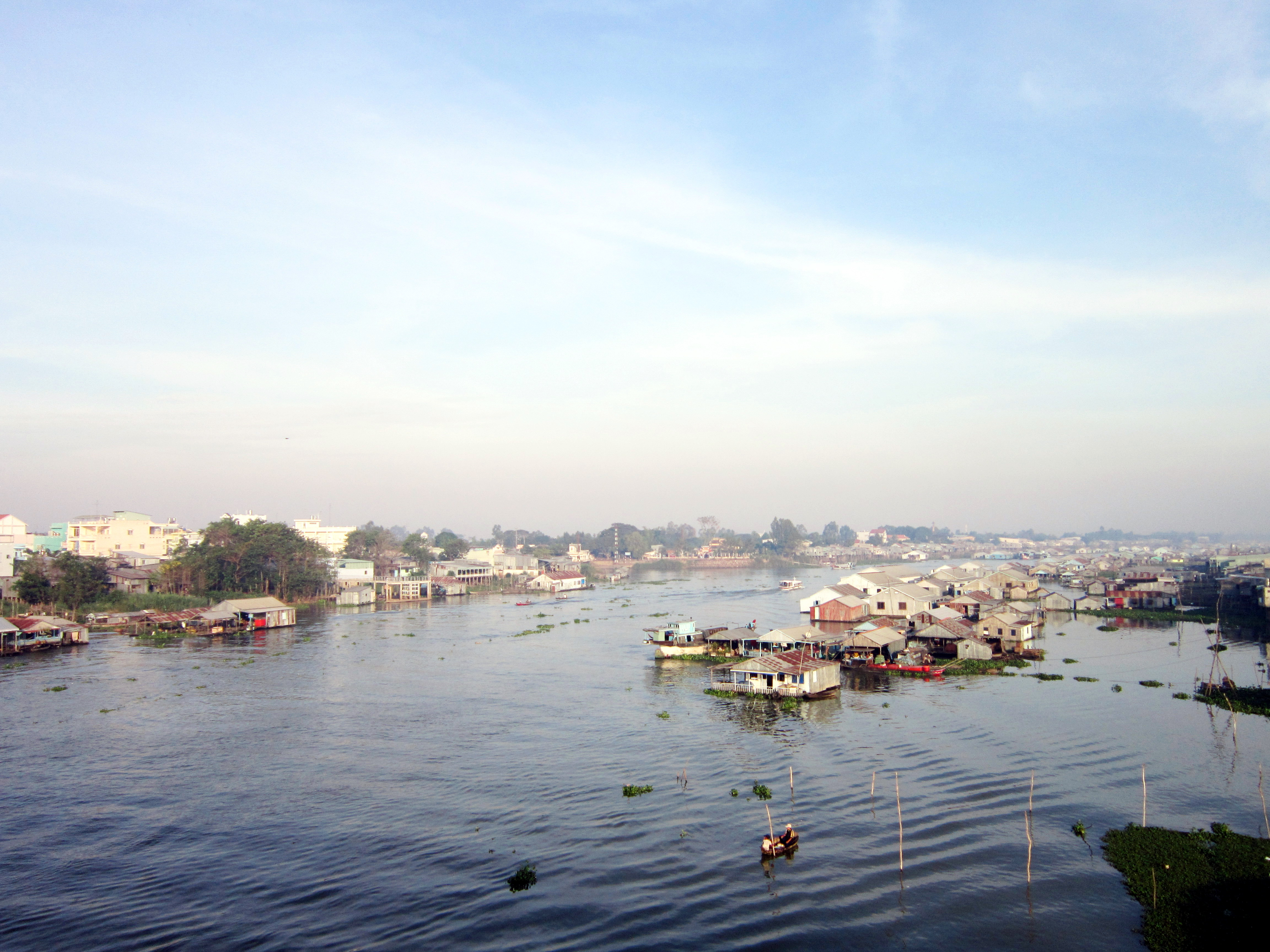
Sông Châu Đốc, đoạn chảy qua cầu Cồn Tiên
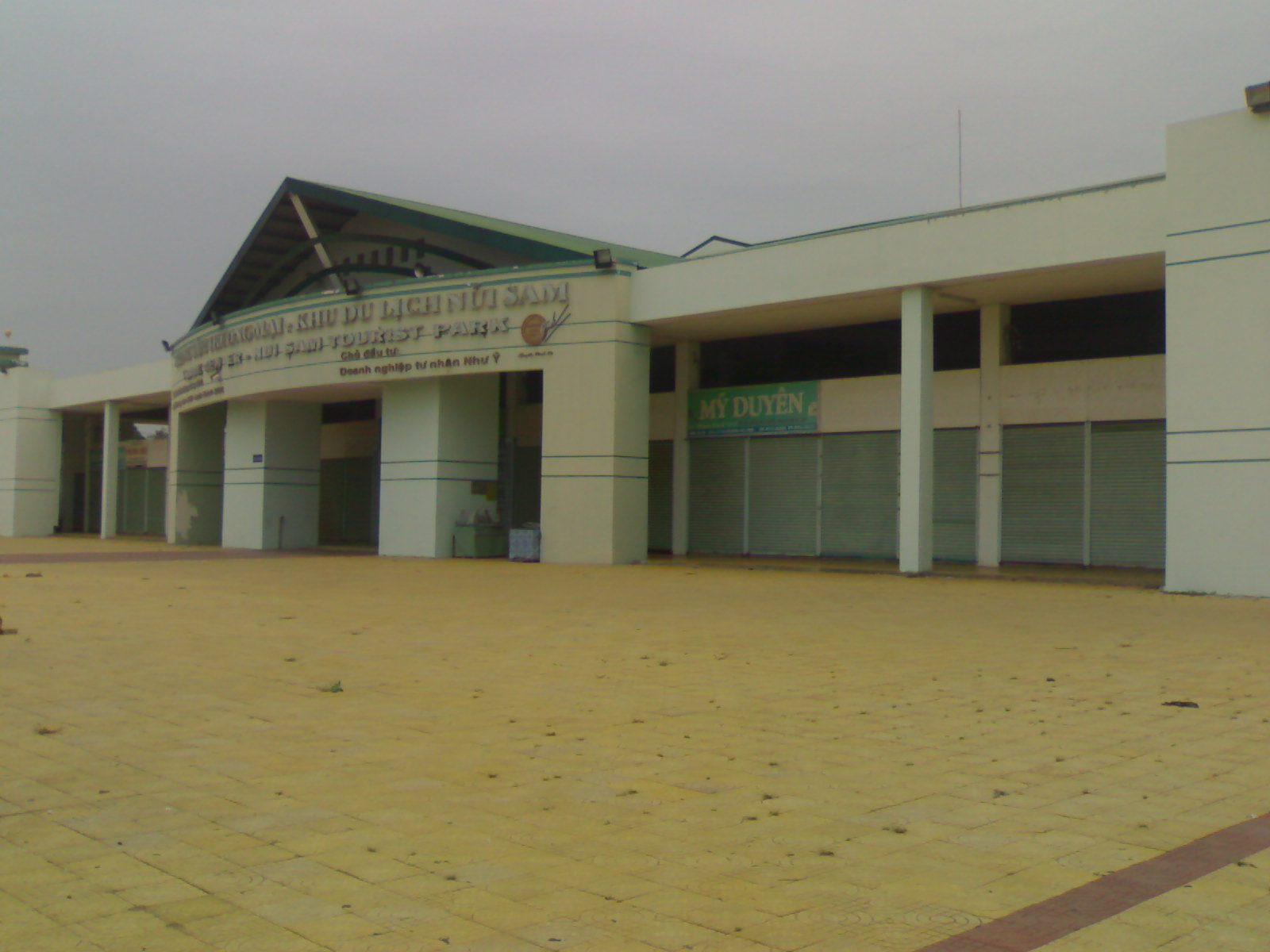
Trung tâm thương mại Núi Sam 2010
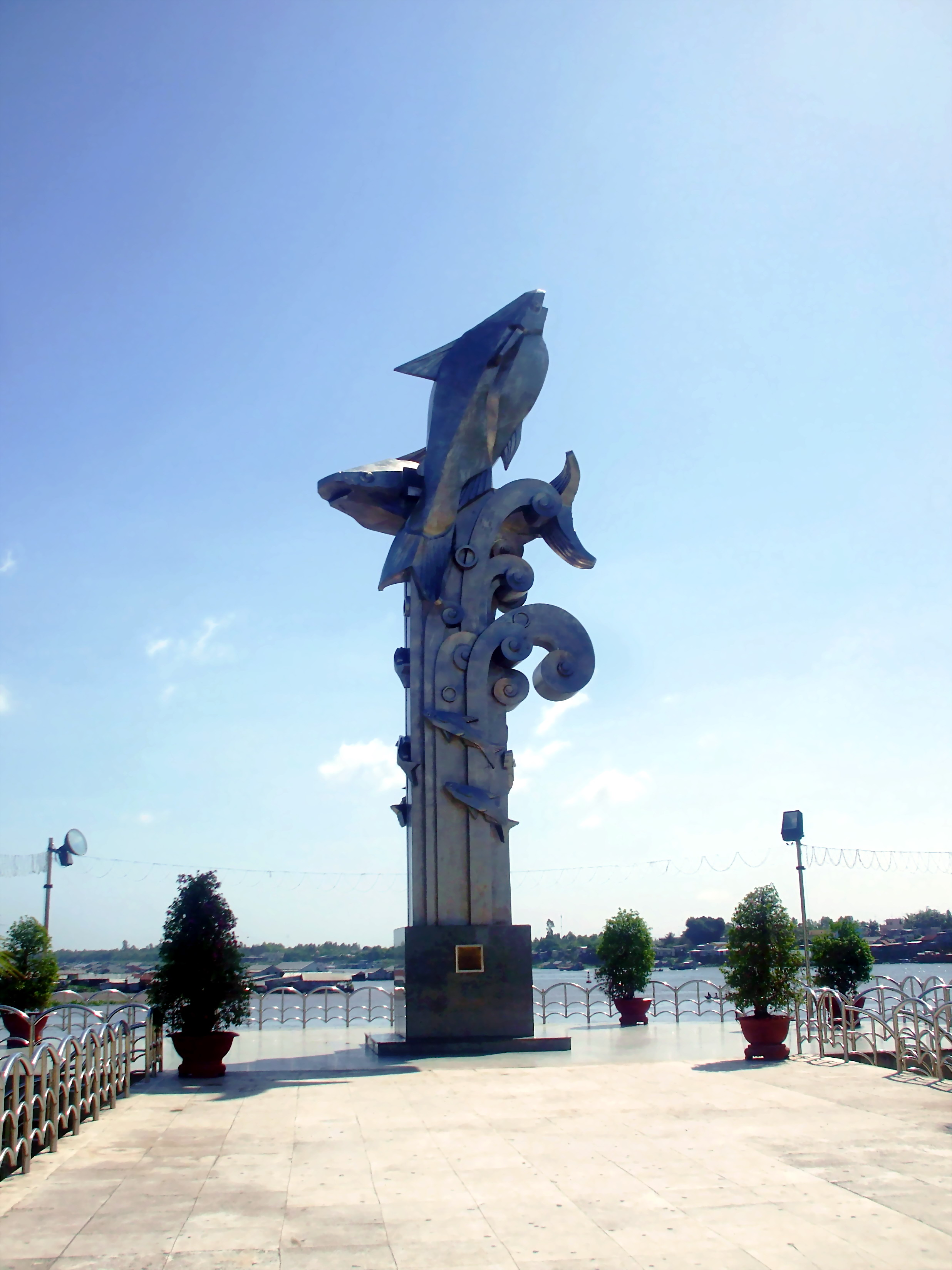
Tượng đài cá Ba Sa tại công viên 30 tháng 4
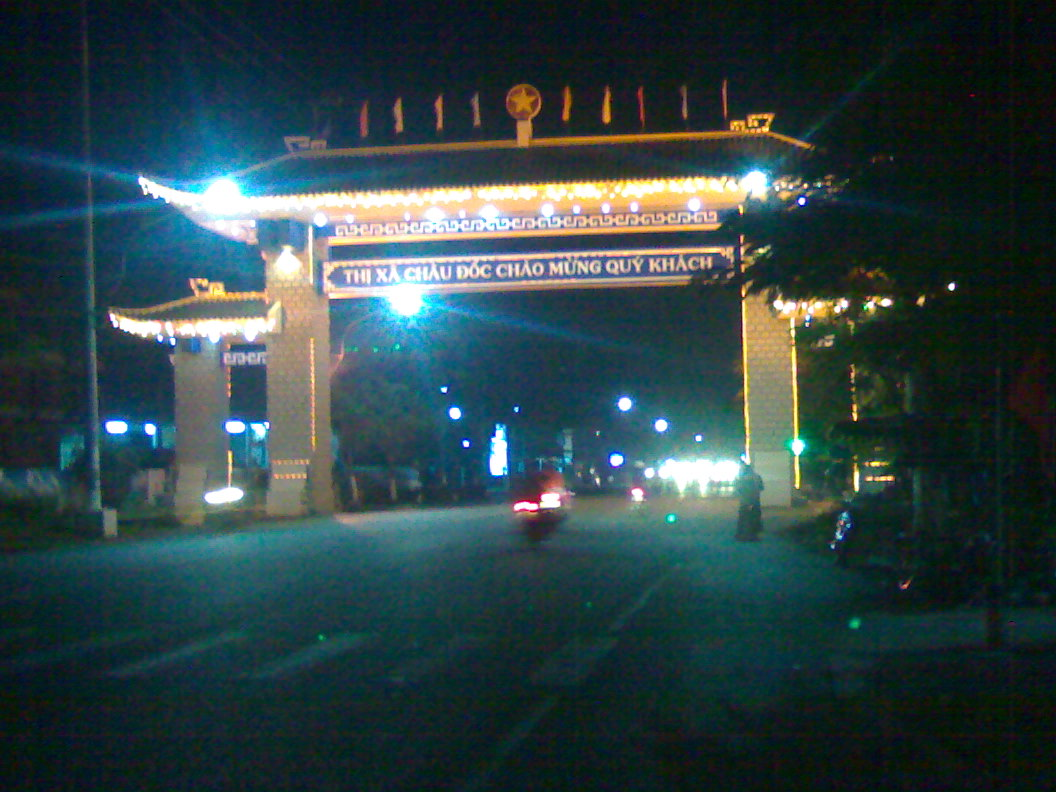
Cổng chào Thị xã Châu Đốc (cũ) 2010
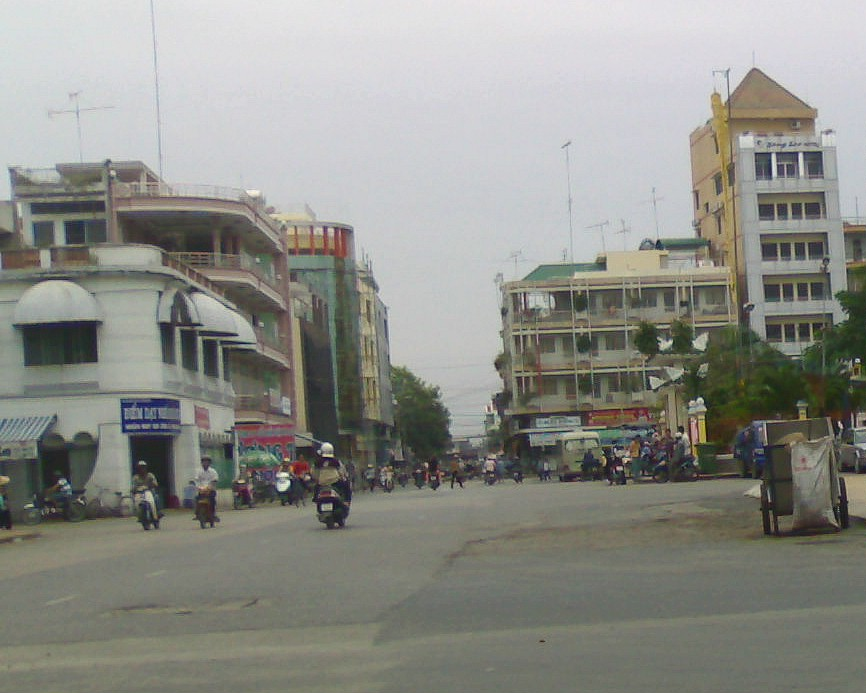
Giao lộ Phan Văn Vàng - Nguyễn Hữu Cảnh 2010

## Lịch sử